# NGC 2506

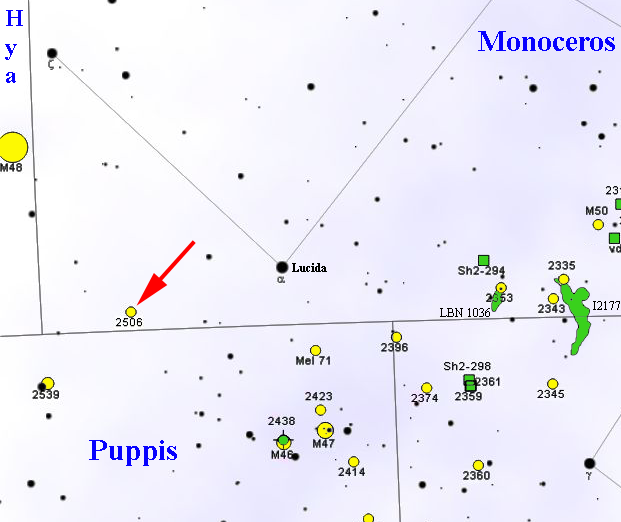
خريطة تبين موقع إن جي سي 2506

 إن جي سي 2506 (NGC 2506) هو عنقود مفتوح في كوكبة وحيد القرن. وقد اكتشفه وليام هيرشل في عام 1791.

## وصلات خارجية
- NGC 2506 على موقع ويكي سكاي: DSS2, SDSS, GALEX, IRAS, Hydrogen α, X-Ray, Astrophoto, Sky Map, Articles and images

الإحداثيات:  00س 48د 26ث، +85° 15′ 18″